# Vuelta a las Vascongadas y Navarra
La Vuelta a las Vascongadas y Navarra fue una carrera ciclista profesional organizada por la Unión Sportiva Alavesa y que se disputó entre el 1 y 3 de agosto de 1913 con un recorrido de 401 km dividido en 4 etapas. Con inicio y fin en Vitoria. Contó como el Campeonato de España en ruta de aquel año.
El vencedor de la carrera, además de una etapa, fue Juan Martí. De los 19 participantes que tomaron la salida, 16 consiguieron finalizar la prueba.

## Etapas
| Etapa        | Recorrido                     | Km  | Ganador de la etapa | Líder de la clasificación general |
| 1.ª sector 1 | Vitoria-Estella-Pamplona      | 114 | José Magdalena      | José Magdalena                    |
| 1.ª sector 2 | Pamplona-Tolosa-San Sebastián | 89  | José Magdalena      | José Magdalena                    |
| 2.ª          | San Sebastián-Éibar-Bilbao    | 129 | Lorenzo Oca         | Juan Martí                        |
| 3.ª          | Bilbao-Ceanuri-Vitoria        | 69  | Juan Martí          | Juan Martí                        |

## Participantes
| \| 1. \| Tomás Fuentes \| \| \| 2. \| Juan Mosquera \| \| \| 3. \| José Magdalena \| \| \| 4. \| Guillermo Antón \| \| \| 5. \| Antonio Crespo \| \| \| 6. \| Juan Martí \| \| \| 7. \| Lorenzo Oca \| \| \| 8. \| Mario Rezola \| \| \| 9. \| Justino Mingueza \| \| \| 10. \| Martín Ostiz de Urbina \| \| \| 11. \| Cesáreo Ruiz \| \| \| 12. \| Toribio Aranzadi \| \| \| 13. \| Joaquín Larrañaga \| \| \| 14. \| Roberto Abadía \| \| \| 15. \| Nicasio Urdangarin \| \| \| 16. \| Teófilo Mingueza \| \| \| 17. \| Eusebio Agenguis \| \| \| 18. \| José Mora \| \| \| 19. \| Manuel Serdán \| \| |                        |                   |
| 1. | Tomás Fuentes          | Bandera de España |
| 2. | Juan Mosquera          | Bandera de España |
| 3. | José Magdalena         | Bandera de España |
| 4. | Guillermo Antón        | Bandera de España |
| 5. | Antonio Crespo         | Bandera de España |
| 6. | Juan Martí             | Bandera de España |
| 7. | Lorenzo Oca            | Bandera de España |
| 8. | Mario Rezola           | Bandera de España |
| 9. | Justino Mingueza       | Bandera de España |
| 10. | Martín Ostiz de Urbina | Bandera de España |
| 11. | Cesáreo Ruiz           | Bandera de España |
| 12. | Toribio Aranzadi       | Bandera de España |
| 13. | Joaquín Larrañaga      | Bandera de España |
| 14. | Roberto Abadía         | Bandera de España |
| 15. | Nicasio Urdangarin     | Bandera de España |
| 16. | Teófilo Mingueza       | Bandera de España |
| 17. | Eusebio Agenguis       | Bandera de España |
| 18. | José Mora              | Bandera de España |
| 19. | Manuel Serdán          | Bandera de España |

## Clasificaciones
| \| 1. \| Juan Martí \| \| 14h 55' 35" \| \| 2. \| Lorenzo Oca \| \| 15h 09' 07" \| \| 3. \| Joaquín Larrañaga \| \| 15h 18' 45" \| \| 4. \| Guillermo Antón \| \| 4h 01' 20" \| \| 5. \| José Magdalena \| \| 15h 20' 05" \| \| 6. \| Antonio Crespo \| \| 15h 24' \| \| 7. \| Tomás Fuentes \| \| 15h 24' 20" \| \| 8. \| Teófilo Mingueza \| \| 16h 02' 20" \| \| 9. \| Cesáreo Ruiz \| \| 16h 17' 38" \| \| 10. \| Roberto Abadía \| \| 16h 40' 10" \| \| 11. \| Eusebio Agenguis \| \| 16h 40' 10" \| \| 12. \| Mario Rezola \| \| 16h 51' 21" \| \| 13. \| Manuel Serdán \| \| 18h 4' 38" \| \| 14. \| Martín Ostiz de Urbina \| \| 18h 20' 15" \| \| 15. \| José Mora \| \| 19h 13' 16" \| \| 16. \| Justino Mingueza \| \| 19h 34' 42" \| |                        |                   |             |
| 1. | Juan Martí             | Bandera de España | 14h 55' 35" |
| 2. | Lorenzo Oca            | Bandera de España | 15h 09' 07" |
| 3. | Joaquín Larrañaga      | Bandera de España | 15h 18' 45" |
| 4. | Guillermo Antón        | Bandera de España | 4h 01' 20"  |
| 5. | José Magdalena         | Bandera de España | 15h 20' 05" |
| 6. | Antonio Crespo         | Bandera de España | 15h 24'     |
| 7. | Tomás Fuentes          | Bandera de España | 15h 24' 20" |
| 8. | Teófilo Mingueza       | Bandera de España | 16h 02' 20" |
| 9. | Cesáreo Ruiz           | Bandera de España | 16h 17' 38" |
| 10. | Roberto Abadía         | Bandera de España | 16h 40' 10" |
| 11. | Eusebio Agenguis       | Bandera de España | 16h 40' 10" |
| 12. | Mario Rezola           | Bandera de España | 16h 51' 21" |
| 13. | Manuel Serdán          | Bandera de España | 18h 4' 38"  |
| 14. | Martín Ostiz de Urbina | Bandera de España | 18h 20' 15" |
| 15. | José Mora              | Bandera de España | 19h 13' 16" |
| 16. | Justino Mingueza       | Bandera de España | 19h 34' 42" |